# 泰晤士河畔亨利
泰晤士河畔亨利（Henley-on-Thames）是英格蘭牛津郡的一個镇和民政教區。據2011年普查，泰晤士河畔亨利有人口11,619人。英国著名作家乔治·奥威尔幼时在此长大。

## 友好城市
- 法國 法莱斯